# Villamaina
Villamaina è un comune italiano di 882 abitanti della provincia di Avellino in Campania.

## Geografia fisica
È ubicato su una collina a circa 500/550 m s.l.m..
Molte case sono state ricostruite dopo il terremoto dell'Irpinia del 1980 in conseguenza del quale sono crollate anche due chiese ed una è rimasta gravemente lesionata.
Villamaina è anche una località "termale" grazie alla presenza, nelle immediate vicinanze, delle Terme di San Teodoro.
Nei pressi di Villamaina è visitabile un luogo mitologico, la Valle d'Ansanto, cantata da Virgilio nell'Eneide.

## Storia
È un paese piccolo ma ricco di storia che va dall'epoca romana, anche grazie alla sua vicinanza alla via Appia Antica, al medioevo (es. dominazione normanna e longobarda di paesi limitrofi come Gesualdo e Frigento), fino all'epoca moderna.
Nel Quattrocento i territori di Villamaina erano governati dalla famiglia Caracciolo. Nel Cinquecento il conte di Conza, Luigi Gesualdo, nominava Annibale Caracciolo quale padrone di Villamaina. Quest'ultimo rese Villamaina una sorta di cittadella fortificata. I Caracciolo erano prima "baroni", poi divennero "duchi di San Teodoro", fino all'Ottocento.

L'ultima famiglia importante è stata quella dei Sanfelice che possedeva il titolo di "conti".
Villamaina ha affrontato nella storia numerose emergenze che l'hanno segnata profondamente, come l'epidemia di peste del 1656 che, pare, sterminò gran parte della popolazione. In seguito, nel quadriennio 1743-46, il suo territorio fu soggetto alla giurisdizione del regio consolato di commercio di Ariano, nell'ambito della provincia di Principato Ultra.
Oppure come i numerosi terremoti nei vari secoli che hanno danneggiato ripetutamente gli edifici. L'ultimo risale al 1980 e colpì tutta l'Irpinia, in particolare paesi limitrofi alla stessa Villamaina come ad esempio Sant'Angelo dei Lombardi e Torella dei Lombardi; in conseguenza dell'elevata magnitudo e della lunga durata della scossa, chiaramente percepita in buona parte dell'Italia centro-meridionale, vi furono diverse vittime e molte case furono seriamente lesionate oppure crollarono del tutto e la chiesa di San Rocco andò completamente distrutta. Parte della popolazione rimase senza dimora e fu costretta a trasferirsi in case prefabbricate in legno. Inizialmente queste piccole dimore, appellate "prefabbricati", dovevano costituire una sistemazione temporanea ma molti nuclei familiari vi abitarono per una decade abbondante ed in alcuni casi anche di più.
L'economia si è sempre basata su un'agricoltura condotta a livello familiare, anche in conseguenza del terreno collinare scosceso e spesso roccioso che non si presta bene ad uno sfruttamento meccanizzato.
Forte l'emigrazione, soprattutto negli anni cinquanta e sessanta (prevalentemente verso Argentina, Venezuela, Stati Uniti, Canada, Germania e Svizzera).
La popolazione residente è andata diminuendo anche a causa dell'emigrazione verso il centro e nord Italia.
Nel centro urbano, ovvero all'apice della collina su cui sorge, non esistono sorgenti e pertanto l'acqua, in passato, veniva trasportata dalle sorgenti ubicate a valle (ad esempio, dalle frazioni di Formulano e Vallipara) con animali da soma oppure trasportata dalle stesse persone (tramite grosse giare poggiate sulla testa).
Dopo l'arrivo dell'energia elettrica (anni venti) fu installata una pompa elettrica presso la sorgente di Formulano, grazie ad alcune donazioni da parte di cittadini villamainesi residenti in America; pertanto nel paese furono costruite tre fontane pubbliche.

## Monumenti e luoghi d'interesse

### Fonte di Formulano
Alle pendici della collina di Villamaina (dir. Sud) è sita la cosiddetta località Formulano in cui v'è un'antica fonte; elevato il suo valore storico, risalente all'epoca romana.
Nell'Ottocento furono ritrovati resti di edifici romani con pavimenti di mosaico.
La fontana è stata adoperata per secoli dagli abitanti di Villamaina e dai contadini quale luogo di approvvigionamento idrico, irrigazione per i campi ed abbeveramento del bestiame.

### Terme
Poco lontano vi sono le Terme di San Teodoro, note fin dall'antichità per le proprietà terapeutiche dell'acqua. Le Terme sono state restaurate e riaperte dopo un lungo lasso di tempo in cui versavano in totale abbandono.
Sul lato destro del complesso termale è presente una piccola chiesetta.

### Parco comunale "Giovanni Gussone"
Nel luogo dove erano ubicati i "prefabbricati" per gli sfollati del terremoto del 1980 (a tutt'oggi completamente smantellati), sorge un parco comunale di recente realizzazione e dedicato al botanico villamainese Giovanni Gussone (1787 – 1866), che comprende campo da calcetto o basket, campo da bocce, viali alberati (per lo più con ulivi di medio e grosso fusto) nonché un piccolo anfiteatro all'aperto. Il grande botanico di Villamaina, amico e discepolo di Michele Tenore, oltre al pregevole lavoro scientifico svolto per l'allora Real Casa Borbonica, individuò nell'area della Mefite una pianta legnosa appartenente alla famiglia delle Fabaceae, era una ginestra il cui campione legnoso fu consegnato al Tenore e conservato nell'Orto Botanico di Napoli. Il Tenore identificò questa ginestra come Genista Anxantica Ten, con riferimento alla Valle dell'Ansanto. Oggi questa ginestra giace in sinonimia con Genista tinctoria L., rischiando l'estinzione con grave danno della flora nazionale. Un gruppo di associazioni attente al problema stanno sollecitando la rielezione a specie dell'antica entità gussoniana.

### Aree naturali

#### Bosco della "Rocca"
Si tratta di un bosco di piccole dimensioni ubicato nei pressi della località Mefite, a metà strada fra i comuni di Villamaina e di Rocca San Felice, sul fianco di una collina, per lo più in forte pendenza; la vegetazione è composta da rovi, pungitopo, ginestre e da alberi ad alto fusto, in prevalenza querce, olmi e pioppi.
In alcuni punti è praticabile con estrema difficoltà a causa dell'elevata pendenza e della vegetazione che in alcuni punti è estremamente fitta.

## Società

### Evoluzione demografica
Abitanti censiti

### Tradizioni e folclore
- San Giuseppe, 19 marzo. Accensione dei falò dove si riunisce la gente cantando e mangiando (le zeppole di San Giuseppe, dolce tipico).
- Pellegrinaggio alla Chiesa dei SS. Giovanni e Paolo, fine maggio. Detta chiesa è ubicata a pochi chilometri dal bosco di Girifalco, Torella dei Lombardi.
- "Festa dell'Arciprete", domenica dopo Pasqua.
- Festa di sant'Antonio e san Paolino, 21 e 22 giugno. II santo patrono di Villamaina è san Paolino di Nola, festeggiato insieme a Sant'Antonio. Viene svolta anche la processione per il paese con le statue dei Santi e la banda musicale. Alla sera si tiene un concerto di musica classica.
- Festa della Madonna Assunta e di San Rocco, 15 e 16 agosto. Funzione religiosa, processione con le statue dei Santi ed evento del "Palo della Cuccagna", che consiste nell'arrampicata su di un palo di pioppo alto svariati metri e cosparso di grasso, sulla cui cima, fino alla prima metà degli anni '90, venivano appesi alcuni prodotti tipici come prosciutti, formaggi ed altro.

## Geografia antropica
Frazioni: Antica, Bagni, Buffone (Toppolo), Campoluongo, Cerasito, Cesine, Cisterne, Conche, Costa, Croce, Demanio, Fontanelle, Formulano, Fulitto, Gaudiello (contrada), Isca, Madonna delle Grazie, Lenze, Luccolo, Mazzarella, Melazzo, Osco, Piro, Ponterutto, Pretachiana, Rasole, San Giovanni, San Paolino, Santa Caterina, Sarzano, Sicciano, Sotto le Coste, Taverna, Vertoli, Puntiddi, Vallipara.

## Economia

### Agricoltura
Tra i prodotti tipici più rinomati si annoverano le olive, destinate all`estrazione di olio extravergine DOP "Irpinia - Colline dell'Ufita".

### La centrale eolica
Da Villamaina è visibile una centrale eolica avente un discreto numero di "pale" alte anche 30 m; la stessa è ubicata a Est del paese, sopra una collina nelle vicinanze di Frigento.
Secondo indiscrezioni sarebbe in fase di progettazione un ampliamento di questa centrale, anche se sembra che alcuni comuni limitrofi siano contrari a questo progetto per motivi paesaggistici.

## Infrastrutture e trasporti

### Strade
Le strade che attraversano il territorio comunale sono:
- strada statale 428 di Villamaina
- strada provinciale 217: dalla ex SS 428 alle Terme di San Teodoro di Villamaina (km 0,860)..

È un paese sito nella parte centrale della provincia di Avellino, relativamente a poca distanza dalla regione Puglia; è facilmente raggiungibile dall'autostrada A16 Napoli-Canosa, uscita Grottaminarda.
Non è infrequente che durante l'inverno le strade circostanti siano percorribili unicamente con catene a causa delle precipitazioni nevose a volte molto abbondanti.
Molte delle strade interpoderali sono poco praticabili, data la scarsa manutenzione; oltre a ciò molte di queste presentano spesso una pendenza superiore al 20% e pertanto possono risultare pericolose. In particolare risulta molto elevato il rischio per chi proviene da Paternopoli o Luogosano: le strade infatti, oltre ad essere estremamente in pendenza, presentano spesso il manto stradale fortemente sconnesso; tale situazione costringe gli automobilisti a raggiungere il lato opposto della vallata passando per una strada vicinale piuttosto stretta denominata "Tratturo Napoletano".

## Amministrazione
Il comune faceva parte fino a giugno 2022 dell'Unione dei comuni Terre dell’Ufita.

## Sport
LA.S.D. Villamaina Calcio (nota semplicemente come Villamaina), è una società calcistica italiana con sede nella città di Villamaina. Milita in Terza Categoria Girone D Avellino. Fondata a più riprese, da ultimo nel 2018 con la corrente denominazione, nelle stagioni 2004 - 2005, 2005 - 2006 ha raggiunto i suoi maggiori successi, riuscendo ad accedere alla Seconda Categoria Avellino. I tradizionali colori sociali del Villamaina sono il giallo e il blu: la casacca principale presenta tradizionalmente tali tinte disposte a strisce verticali di eguale larghezza, accompagnandosi a pantaloncini blu e a calzettoni blu. Il simbolo iconicamente legato al club in via prioritaria è la torre, simbolo del Comune di Villamaina. Tuttavia dal 2019 nello stemma viene preferita una minimalista "V", iniziale di Villamaina alla abituale torre.

## Galleria d'immagini

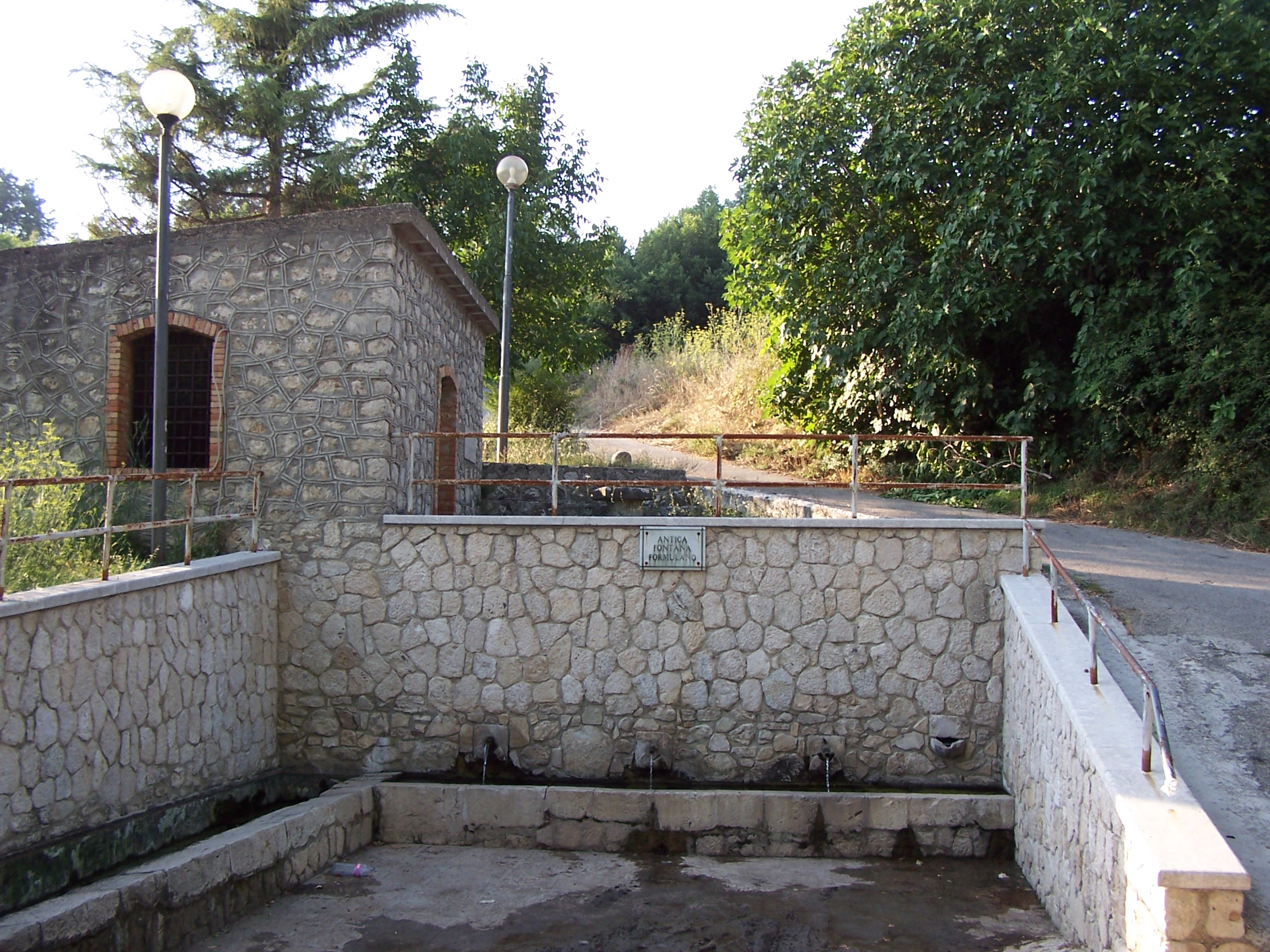
Antica fonte di Formulano
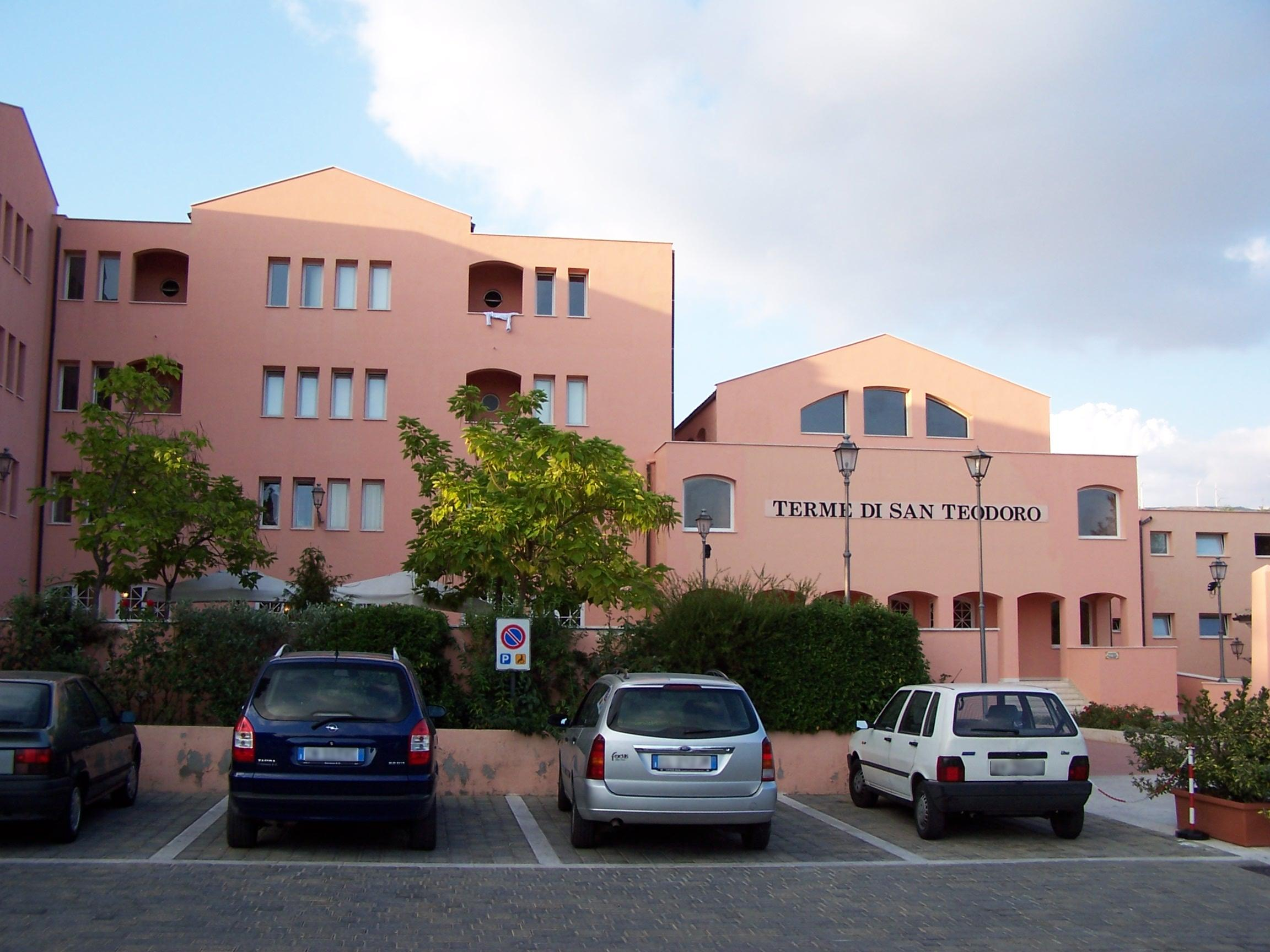
Terme di San Teodoro
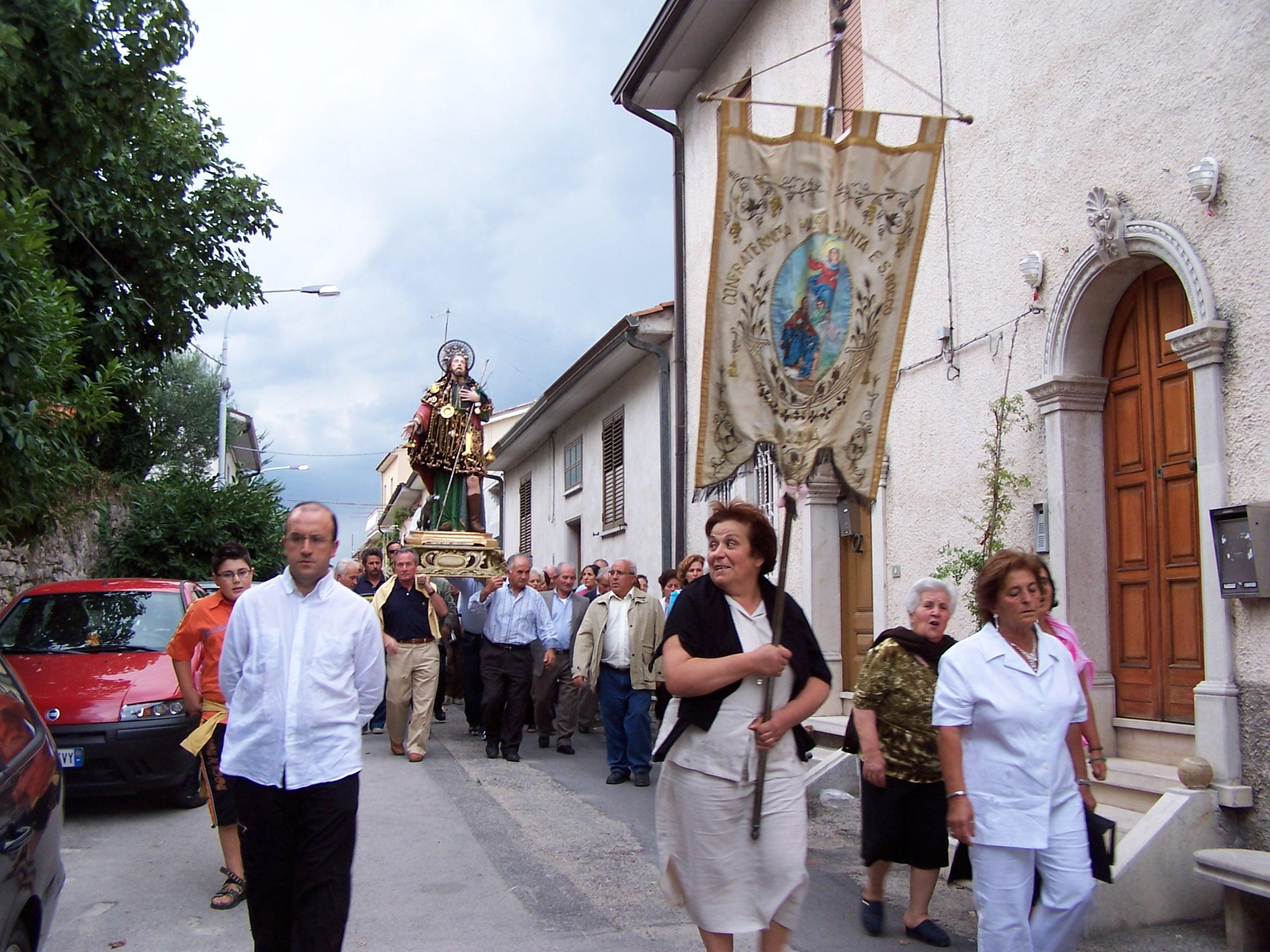
Processione di San Rocco